# 拉斯维加斯影评人协会
拉斯维加斯影评人协会（英語：Las Vegas Film Critics Society）是美国内华达州拉斯维加斯的影评人协会，其目的是保护和促进电影事业发展、传播。第一次颁布是在1997年。

## 分类
其主要奖项有：
- 最佳男主角
- 最佳女主角
- 最佳动画片
- 最佳艺术指导
- 最佳摄影
- 最佳服装设计
- 最佳导演
- 最佳纪录片
- 最佳电影编辑
- 最佳影片
- 最佳家庭影片
- 最佳外语电影
- 最佳剧本
- 最佳得分
- 最佳音乐
- 最佳男配角
- 最佳女配角
- 最佳视觉效果

## 多奖得主
历届拉斯维加斯影评人协会奖的多奖得主有：《对话尼克松》、《为奴十二年》、《少年派的奇幻漂流》、《社交网战》、《拆弹部队》、《老无所依》。